# Án lệ 47/2021/AL
Án lệ 47/2021/AL về việc xác định tội danh trong trường hợp bị cáo dùng hung khí nguy hiểm đâm vào vùng trọng yếu của cơ thể bị hại là án lệ công bố thứ 47 thuộc lĩnh vực hình sự của Tòa án nhân dân tối cao tại Việt Nam, được Hội đồng Thẩm phán thông qua, Chánh án Nguyễn Hòa Bình ra quyết định công bố ngày 31 tháng 12 năm 2021, và có hiệu lực cho tòa án các cấp trong cả nước nghiên cứu, áp dụng trong xét xử từ ngày 1 tháng 2 năm 2022. Án lệ 47 dựa trên nguồn là Quyết định giám đốc thẩm số 15 ngày 7 tháng 8 năm 2020 của Hội đồng Thẩm phán Tòa án nhân dân tối cao về vụ án hình sự tội giết người, nội dung xoay quanh các vấn đề về việc sử dụng hung khí nguy hiểm, xác định vị trí trọng yếu của cơ thể khi bị tấn công. Án lệ này do Hội đồng xét xử giám đốc thẩm của chính vụ án này đề xuất.
Trong vụ án, một cuộc xung đột có nguồn gốc từ việc uống rượu và những hành vi, lời nói mang tính thách thức giữa các bên. Nhân vật chính là Nguyễn Đình Định từ việc là người can ngăn ẩu đả của người khác đã trở thành người trực tiếp ẩu đả, giết chết Dương Văn Thuật và làm bị thương Cao Văn Cảnh, đi ra đầu thú, bị truy tố, qua sơ thẩm, phúc thẩm rồi giám đốc thẩm để rồi bị kết án tử hình. Một trong những nhận định của Hội đồng Thẩm phán ở bước giám đốc thẩm được lựa chọn và trở thành án lệ để xác định tính chất hành vi cụ thể tấn công cơ thể người khác thuộc vào tội giết người hay là không.

## Nội dung vụ án

### Tình tiết
Tại Chương Mỹ, Hà Nội, khoảng 19 giờ ngày 9 tháng 12 năm 2013, Nguyễn Đình Định (gọi tắt: Định) đến nhà Hà Đăng H (gọi tắt: anh H) tại thôn Thuần Lương, xã Tốt Động để ăn cơm, uống rượu cùng một số người khác trong đó có Đặng Hùng T và Phùng Xuân S. Trong lúc ăn uống, S và T có lời qua tiếng lại với nhau, S gọi T ra ngoài sân và tát T, T xin lỗi rồi cả hai quay vào tiếp tục uống rượu. Khoảng 10 phút sau, Định đi ra ngoài thì S và T cũng đi theo ra bờ đê, S tát T một cái làm T ngã xuống đất. Định thấy thế chạy đến hỏi thăm thì T khóc và thể hiện thái độ bực tức khi bị đánh, rồi chạy tìm đồ vật để đánh S. Lúc này, Định chạy theo ôm T và nói hỏi rằng T đã say hay chưa, có nhận ra Định không thì T trả lời là có. Lúc này, Cao Văn Cảnh (gọi tắt: Cảnh) và Dương Văn Thuật (gọi tắt: Thuật) đi xe máy đến, Thuật dừng xe lấy thuốc lá ra hút, Cảnh nói với S rằng "Nó là cháu tao đấy, mày đánh nó tao còn chưa nói đâu". Định tiếp tục can ngăn, đẩy T và S vào trong nhà anh H.
| “                                                           | Tao thích đánh nhau, thích đổ thêm dầu vào lửa đấy. Mày là thằng nào mà đến đây hổ báo? | ” |
| —Nguyên văn lời Cảnh trước khi bị đâm, lời khai các bị cáo. |                                                                                         |   |

Định thấy Cảnh nói với S như vậy nên bực tức vào trong sân nhà anh H lấy một con dao nhọn rồi đi ra bờ đê chỗ Cảnh và Thuật đang đứng. Định nói "Các ông thích đánh nhau lắm à mà đổ thêm dầu vào lửa". Cảnh đáp lời mang tính thách thức rồi Định cầm dao chỉ vào mặt Cảnh, nói "Mày thích đánh nhau à?", sau đó đâm một nhát vào bụng mạn sườn bên trái của Cảnh. Cảnh bỏ chạy, Định quay lại túm cổ áo Thuật và đâm một nhát vào người Thuật. Thuật bỏ chạy, Định và S đuổi theo sau. Định đuổi kịp, dùng tay túm cổ áo Thuật, S dùng tay tát vào đầu, mặt, dùng chân đá vào người Thuật. Sau đó, Định cầm dao đâm nhiều nhát vào người Thuật khiến Thuật ngã sấp xuống đất, Định không dừng lại mà dùng dao đâm tiếp ba nhát vào người làm Thuật gục hẳn. Vào lúc này, khi thấy Thuật nằm bất tỉnh, Định và S bỏ chạy. Về phía Cảnh, khi bỏ chạy được một đoạn thì vào nhà anh H lấy một chiếc cuốc quay lại rồi gặp S, Cảnh giơ cán cuốc định đánh thì S bỏ chạy vào nhà anh H thông báo việc đánh nhau. Cảnh chạy tiếp thì gặp Định đang cầm dao, Cảnh giơ cán cuốc lên vụt một cái, Định giơ tay lên đỡ thì bị trúng vào đầu và tay trái. Định bỏ chạy về nhà anh H lấy xe máy đi về. Trên đường đi, Định vứt con dao xuống mương nước. Tại hiện trường, mọi người đưa Thuật và Cảnh đi cấp cứu nhưng Thuật đã tử vong. Ngày hôm sau, Định ra đầu thú tại Công an huyện Chương Mỹ.

### Giám định
Công an thành phố Hà Nội khởi tố, chỉ đạo việc điều tra vụ án này. Ngày 31 tháng 12, Phòng Kỹ thuật hình sự của Công an Hà Nội hoàn thành việc giám định pháp y tử thi, kết luận nguyên nhân chết của Dương Văn Thuật là sốc do mất máu cấp và suy hô hấp cấp. Ngày 6 tháng 5 năm 2014, Trung tâm Pháp y Sở Y tế Hà Nội hoàn tất giám định pháp y, kết luận thương tích của Cao Văn Cảnh tại thời điểm giám định là sẹo vết thương phần mềm, gãy xương sườn X bên trái, không gây tràn dịch, tràn khí màng phổi, nhiều khả năng các thương tích do vật sắc gây nên, tỷ lệ tổn hại sức khỏe là 5%.

## Xét xử các giai đoạn
Ngày 5 tháng 2 năm 2015, Tòa án nhân dân thành phố Hà Nội mở phiên hình sự sơ thẩm tại trụ sở ở số 43 đường Hai Bà Trưng, phường Trần Hưng Đạo, quận Hoàn Kiếm, quyết định tuyên bị cáo Nguyễn Đình Định phạm tội giết người, có tính chất côn đồ, và thuộc trường hợp giết nhiều người. Mặc dù tòa sơ thẩm có xem xét tình tiết giảm nhẹ, cân nhắc việc bị cáo Định tự thú, ăn năn hối cải, nhưng không đủ để giám án, tuyên bị cáo định hình phạt tử hình. Ngày 10 tháng 2, bị cáo Định kháng cáo xin giảm hình phạt. Ngày 6 tháng 1 năm 2016, Tòa án nhân dân cấp cao tại Hà Nội mở phiên hình sự phúc thẩm tại trụ sở tòa ở ngõ 1, phố Phạm Văn Bạch, phường Yên Hòa, quận Cầu Giấy, quyết định không chấp nhận kháng cáo của Định, giữ nguyên bản án sơ thẩm, tức hình phạt tử hình với bị cáo Định.
Ngày 29 tháng 11 năm 2019, Viện trưởng Viện kiểm sát nhân dân tối cao Lê Minh Trí kháng nghị các bản án hình sự sơ thẩm và phúc thẩm của tòa án hai cấp đối với vụ án Nguyễn Đình Định, đề nghị Hội đồng Thẩm phán Tòa án nhân dân tối cao xét xử theo thủ tục giám đốc thẩm, hủy một phần của hai bản án nêu trên về phần tội danh và hình phạt đối với bị cáo để điều tra lại.

## Giám đốc thẩm
Ngày 7 tháng 8 năm 2020, với yêu cầu kháng nghị của Viện trưởng tối cao và sự nhất trí của Viện Kiểm sát, Hội đồng Thẩm phán đã mở phiên xét xử giám đốc thẩm tại trụ sở tòa ở số 48 đường Lý Thường Kiệt, quận Hoàn Kiếm, Hà Nội. Tại phiên tòa giám đốc thẩm, đại diện Viện kiểm sát đề nghị Chánh án chấp nhận kháng nghị của Viện trưởng.

### Nhận định của tòa án
Hội đồng Thẩm phán, nội dung chung của án lệ từ nhận định.
Về hành vi của bị cáo Định đối với Cảnh, Hội đồng xét xử giám đốc thẩm nhận định rằng đây là hành vi có động cơ giết người, thuộc về tội giết người trường hợp phạm tội chưa đạt. Về hành vi của Định đối với Dương Văn Thuật thì Thuật là người đi cùng với Cảnh. Thuật không có mâu thuẫn từ trước với Định, ở thời điểm xảy ra vụ án, Thuật cũng không có lời lẽ thách thức hay hành vi tấn công đối với Định, nhưng sau khi đâm Cảnh, Cảnh bỏ chạy, Định quay lại tấn công, đâm nhiều nhát vào người Thuật cho đến khi Thuật bất tỉnh, hậu quả là cái chết. Hành vi giết người của Định đối với Thuật thuộc trường hợp phạm tội có tính chất côn đồ.
Với những phân tích này, dù không có mâu thuẫn từ trước, nhưng cùng một lúc Định đã dùng dao đâm vào vùng trọng yếu của hai người bị hại, làm một người bị chết, một người bị thương. Tòa án cấp sơ thẩm và cấp phúc thẩm kết án bị cáo Định về tội giết người ở trường hợp giết nhiều người và có tính chất côn đồ là có căn cứ. Mặc dù trong quá trình giải quyết vụ án, bị cáo Định đã thành khẩn khai báo, tích cực bồi thường cho gia đình người bị hại, nhưng hành vi phạm tội của Định là đặc biệt nghiêm trọng, thể hiện sự côn đồ, hung hãn, quyết liệt, coi thường tính mạng người khác, nên tòa án cấp sơ thẩm và cấp phúc thẩm xử phạt bị cáo Định hình phạt cao nhất, tức tử hình về tội giết người là đúng pháp luật.

### Quyết định
Từ những nhận định này, Hội đồng xét xử là năm vị Thẩm phán căn cứ thẩm quyền, quyết định không chấp nhận kháng nghị của Viện trưởng, giữ nguyên bản án hình sự phúc thẩm của Tòa án nhân dân cấp cao tại Hà Nội về tội danh và hình phạt đối với bị cáo Nguyễn Đình Định.